# ۲۱۸ (میلادی)
۲۱۸ (میلادی) دویست  و هجدهمین سال تقویم میلادی است.

## درگذشتگان
‎